# 吉迪
吉迪（Gidi），是印度贾坎德邦Hazaribag县的一个城镇。总人口13659（2001年）。

## 人口
该地2001年总人口13659人，其中男性7507人，女性6152人；0—6岁人口1882人，其中男986人，女896人；识字率68.20%，其中男性为76.09%，女性为58.57%。